# Karl Friedrich Ebert
Karl Friedrich Ebert (* 5. März 1838 in Bockwa; † 22. März 1889 in Gries) war Rittergutsbesitzer, Industrieller und Mitglied des Deutschen Reichstags.

## Leben
Ebert besuchte das Gymnasium in Zwickau und die Bergakademie Freiberg. 1857 wurde er Mitglied des Corps Franconia Freiberg. Er unternahm umfangreiche Reisen und war von 1861 bis 1864 Bergbeamter und Markscheider in Zwickau. Zwischen 1865 und 1870 war er Kohlenwerksbesitzer in Oberhohndorf und seit 1871 Rittergutsbesitzer in Leubnitz und Steinkohlenwerksbesitzer in Oberhohndorf, Reinsdorf und Oelsnitz. Weiter war er Mitglied des Bezirksausschusses der Bezirksversammlung, Kirchenvorstand und Friedensrichter.
Von 1881 bis Januar 1886 war er Mitglied des Deutschen Reichstags für den Wahlkreis Königreich Sachsen 19 Stollberg, Schneeberg und die Deutschkonservative Partei.